# سیارک ۲۳۹۳۰۷
سیارک ۲۳۹۳۰۷ (به انگلیسی: 239307 Kruchynenko، نامگذاری:2007QS3)۲۳۹۳۰۷مین سیارک کشف شده‌است که در ۲۴ اوت ۲۰۰۷ کشف شد.